# مزرعه سرآسیاب
مزرعه سرآسیاب یک منطقهٔ مسکونی در ایران است که در استان سمنان واقع شده‌است.